# 王顯緒
王顯緒（？—？），號芝岩，字維彰，山東福山人，清朝政治人物、進士出身。
乾隆元年（1736年），登進士。乾隆七年，任吏部文選司主事；次年改吏部文選司員外郎。乾隆十一年，任吏部考功司郎中；次年改貴州道監察御史。后任江南道監察御史、刑部江蘇司主事、雲南廣南府知府。乾隆三十三年，任甘肅平涼府知府。乾隆三十四年，任山西按察使；次年改直隸按察使。乾隆三十九年，任安徽按察使。乾隆四十年，任安徽布政使。乾隆四十二年，降刑部郎中。